# Uzun Ada

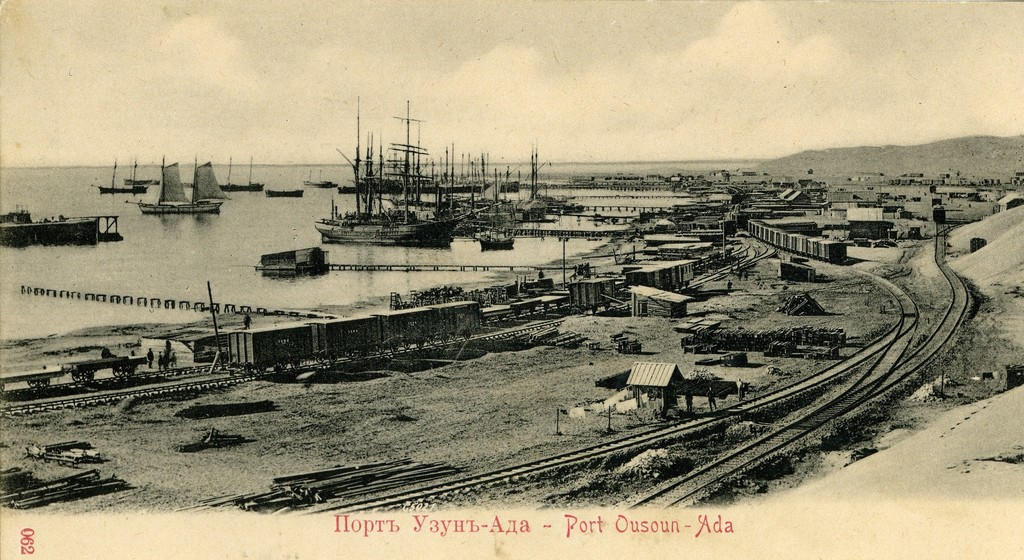

Uzun-Ada je bývalý přístav postavený na východním břehu Kaspického moře v zálivu Uzun-Ada Michajlovovského zálivu v Krasnovodské čtvrti Transkaspianské oblasti Ruské říše. Až do roku 1899 sloužil přístav jako výchozí bod Transkaspické železnice.
Přístav se stanicí Uzun-Ada byl postaven v rámci výstavby druhé etapy Trans-kaspické železnice v roce 1885. Vzhledem k mělčení zálivu Uzun-Ada a potřebě přístávání vícetonážních plavidel však bylo rozhodnuto postavit železniční trať ze stanice Mulla-Kara do přístavu Krasnovodsk, která prodloužila železniční trať o 48 verst. Nádraží Krasnovodsk bylo otevřeno v roce 1899.